# John Knoll
John Knoll (Ann Arbor, 6 de outubro de 1962) é um supervisor de efeitos visuais americano e diretor criativo (CCO) da Industrial Light & Magic (ILM). Um dos criadores originais do Adobe Photoshop (junto com seu irmão, Thomas Knoll), ele também trabalhou como supervisor de efeitos visuais nas prequelas de Star Wars e nas edições especiais da trilogia original. Ele também atuou como supervisor de efeitos visuais da ILM para Star Trek Generations e Star Trek: First Contact, bem como a série Piratas do Caribe. Junto com Hal Hickel, Charles Gibson e Allen Hall, Knoll recebeu o Oscar de melhores efeitos visuais por Piratas do Caribe: O Baú da Morte.
Knoll tem sido elogiado pelos diretores James Cameron, Gore Verbinski, Guillermo del Toro e Brad Bird. Del Toro, que trabalhou com Knoll, pela primeira vez em Pacific Rim, afirmou: "Ele basicamente tem o coração de uma criança e a mente de um cientista, e isto é uma grande combinação." 
Co-desenvolvedor do Photoshop junto com seu irmão Thomas Knoll, Knoll também é o inventor da Knoll Light Factory, um software de alargamento de lente inspirado por seu trabalho na Industrial Light and Magic.
Knoll foi também o criador do projeto de computação gráfica em The Abyss, uma conquista que rendeu o décimo Óscar de efeitos visuais para ILM, e trabalhou em dois episódios de Star Trek: O piloto de Star Trek: The Next Generation ("Encounter at Farpoint") e o episódio "Explorers" de Star Trek: Deep Space Nine.
Seu pai Glenn Knoll, era um professor emérito da Universidade de Michigan.
John fez uma aparição cameo em Star Wars Episódio I: A Ameaça Fantasma como um piloto de caça.